# St. Knudsborg

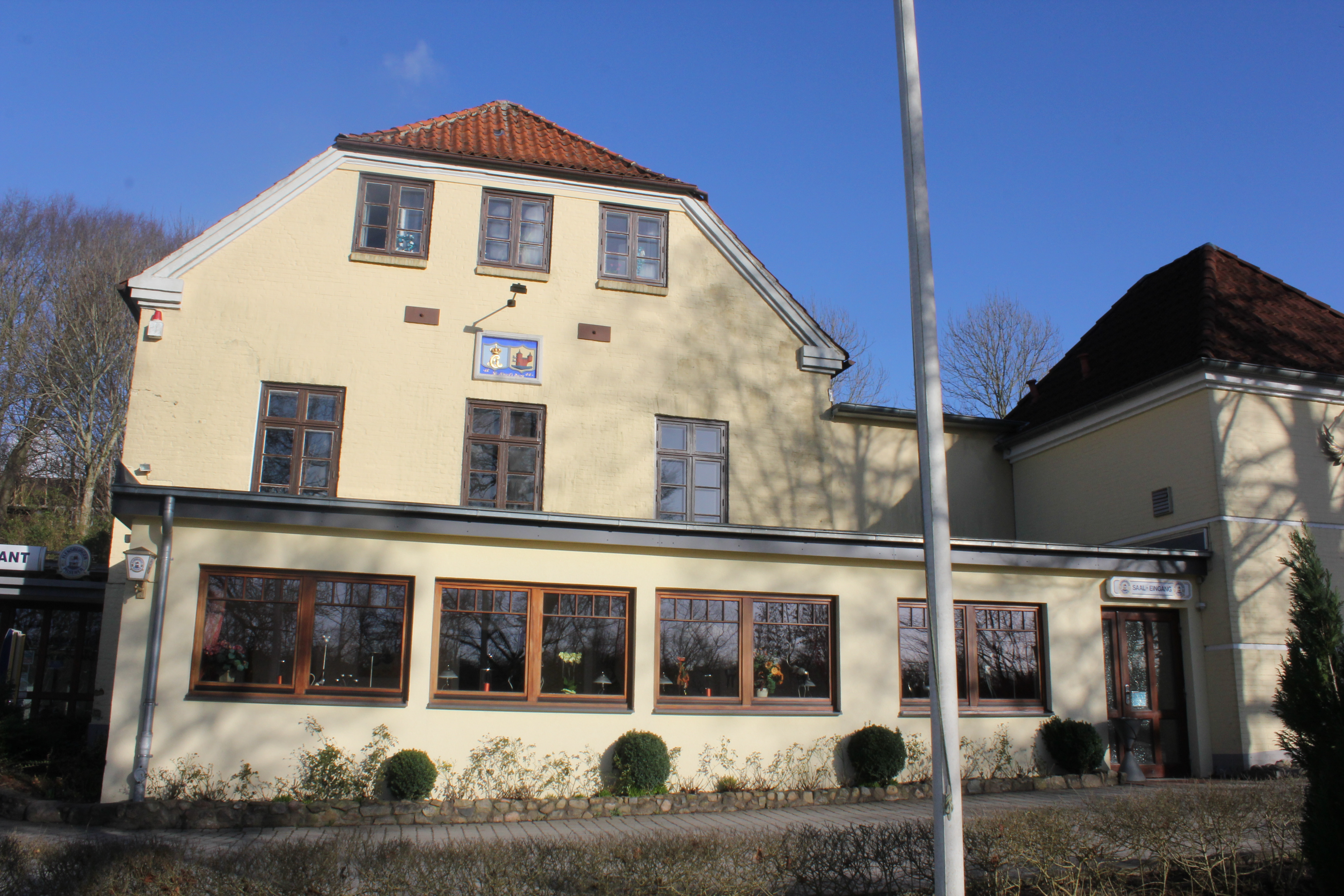
Die St. Knudsborg 2014

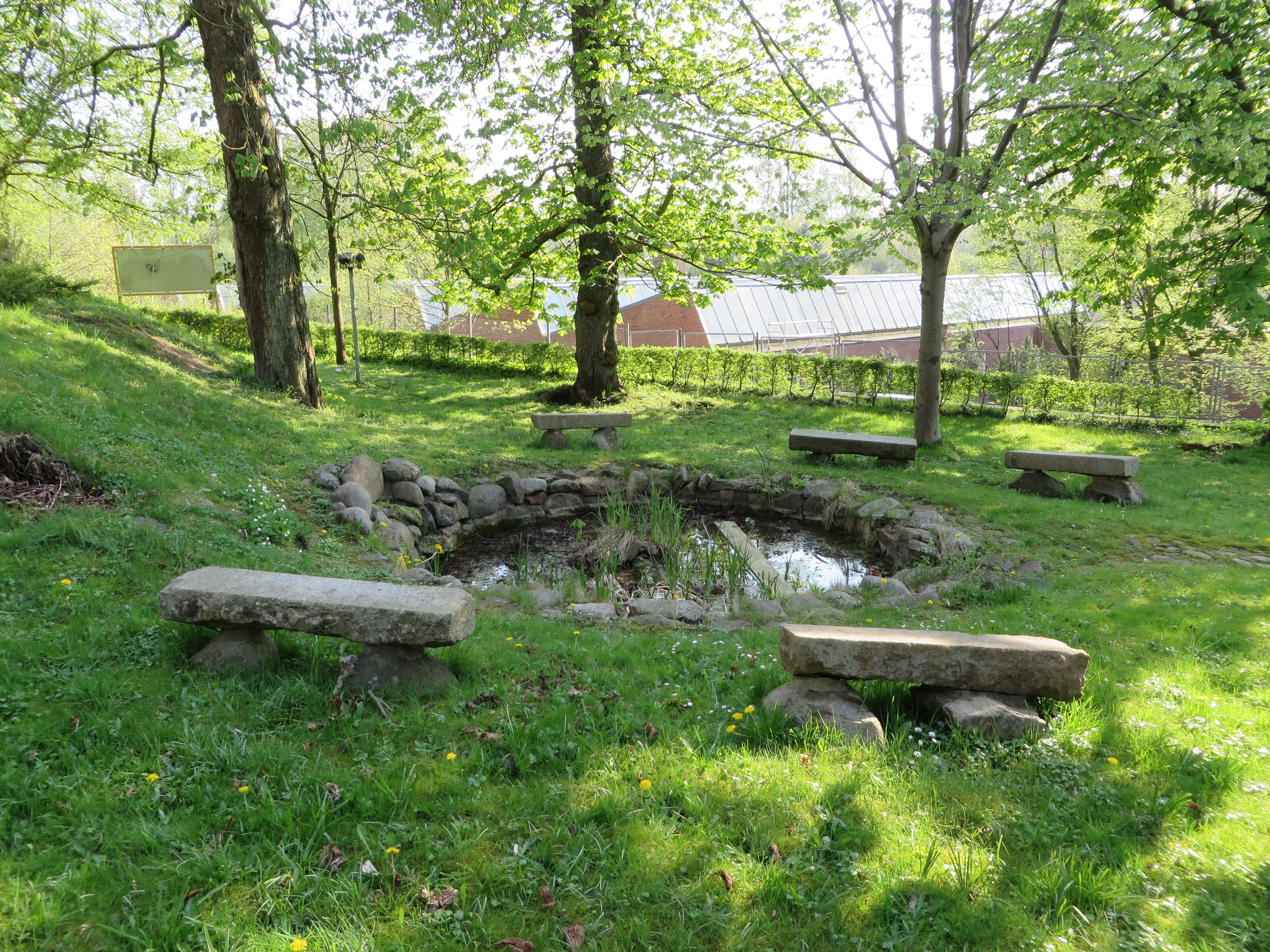
Quellenteich im Garten der Knudsborg (2014)

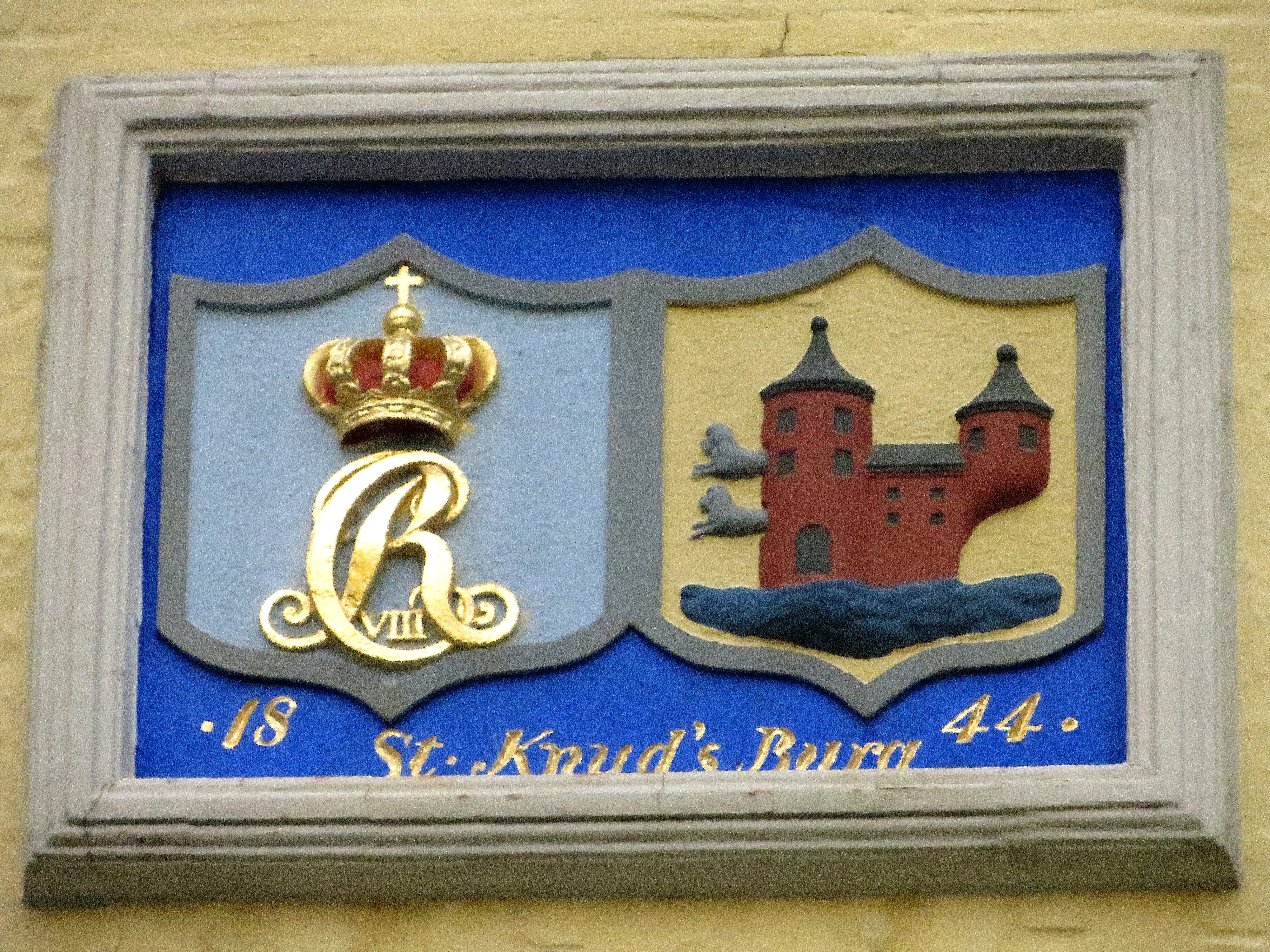
Sandsteintafel am Gebäude mit dem Monogram von König Christian VIII. und dem Flensburger Wappen

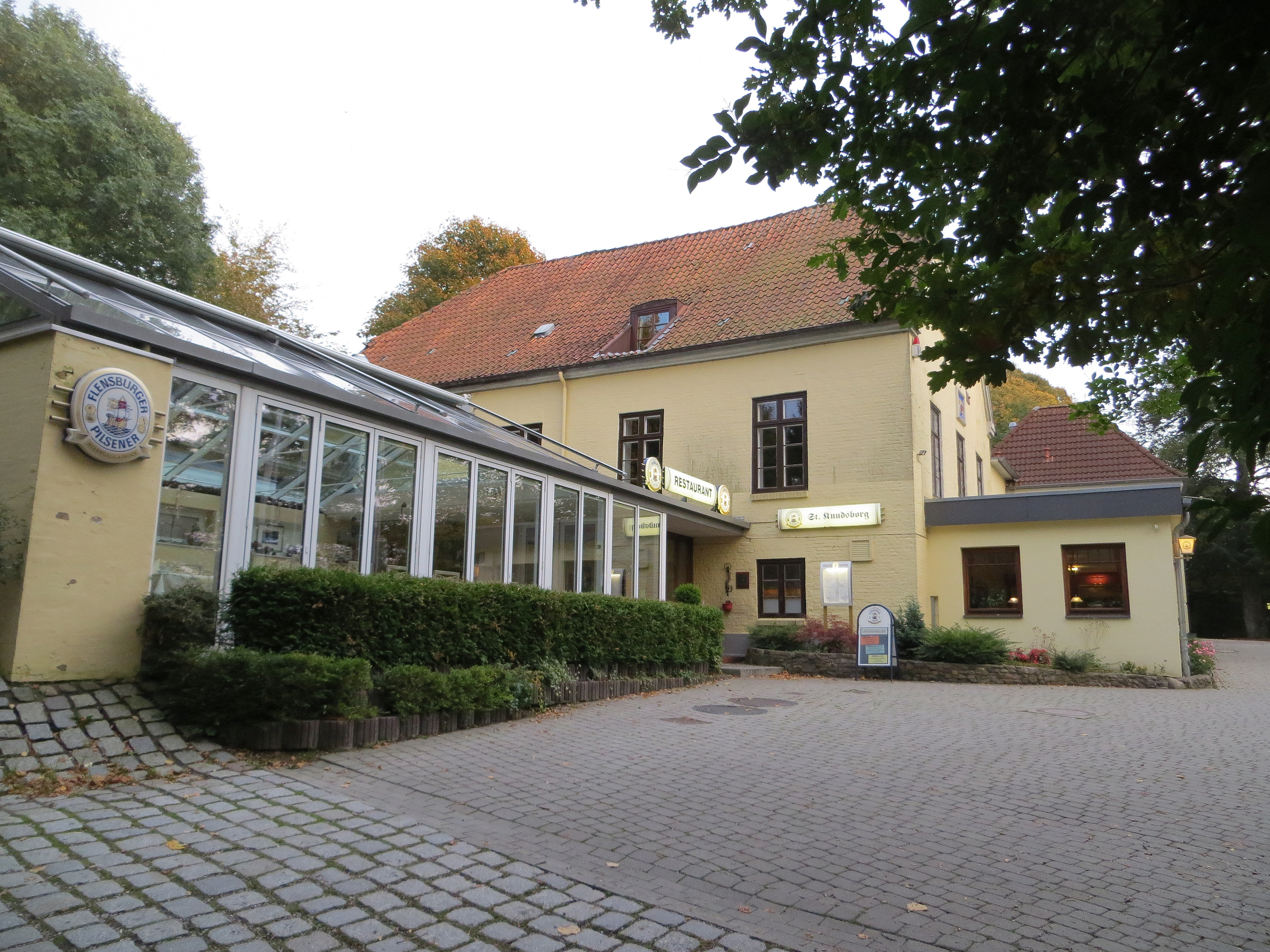
Moderner Anbau am Gebäude

St. Knudsborg (auch: St. Knud’s Borg und Knutenburg) ist ein Schützengildenhaus mit Restaurantbetrieb in Flensburg, das im 19. Jahrhundert errichtet wurde. Das Kulturdenkmal mit der Adresse Munktetoft 33 liegt heute am Rande des Flensburger Campus.

## Errichtung und Benennung
„Borg“ ist das niederdeutsche und dänische Wort für Burg. Eine mittelalterliche Vorläufer-Burg dieses Namens im selben Gebiet aber ist nicht belegt und beruht nur auf Spekulation. Die mächtige, mittelalterliche Flensburger Knudsgilde hatte ihren Sitz im Knudsgildenhof, dem Hof Holm 45, der heute zumeist einfach nur Holmhof genannt wird.
Die alten Namen der Straßen, die um die Knudsborg herum liegen, zeugen von den ursprünglichen Verhältnissen in der im Mittelalter unbebauten Gegend. Der Name der Straße Munketoft bedeutet „Mönchsfeld“ nach dem Franziskanerkloster, in dessen Besitz es war. Die Johannisallee führt zur Kirche St. Johannis, zu deren Bezirk das Gebiet gehörte. Der ebenfalls an der Knudsborg vorbeiführende Hillig-Water-Gang wurde nach der sagenhaften, „heiligen“ Wasserquelle, die bei der St. Knudsborg liegt, benannt. Die Hillig-Water-Quelle wurde erstmals 1789 in einem Gedicht mit folgendem Wortlaut erwähnt: „Auch plätschert dort beim Mühlenteich die heil’ge Wunderquelle, die schärft den Witz, stärkt den Verstand und macht die Augen helle. Vertreibt Gicht und Dichterkrampf, und spart den Aderlasser, und ist – drauf schwöret Jedermann – gar veritables Wasser! Doch lieber nimm dir einen Trunk!“
Erst im Jahr 1840 richtete die kurz zuvor neu gegründete Knudsgilde im besagten Gebiet am Abhang, oberhalb des Mühlenteiches, eine neue Schießbahn ein. Im Anschluss wurde 1844 das Schützenhaus der neuen Schützengilde fertiggestellt, dem sie den Namen St. Knudsborg gaben. Seit dem 19. Jahrhundert wurden Gaststättengebäuden Burgbauelemente verliehen, um sie aufzuwerten. Der Gast sollte sich als „König“ fühlen. Die Knudsborg erhielt zunächst die Adresse Waitzstraße 77, erst später die Adresse Munketoft 33.

## Architektur und Ausstattung
Der geschlämmte Backsteinbau mit zwei Geschossen besitzt ein Krüppelwalmdach. Den Ortgang des Giebels ziert ein umlaufend rahmender, profilierter Abschlussgesims. Auf der Westseite, zur Hauptstraße hin, hängt eine Sandsteintafel unterhalb des Giebels. Auf der Tafel befindet sich das Monogram von König Christian VIII. und das Flensburger Wappen, darunter der Name des Gebäudes mit dem Errichtungsdatum. Im oben im Altbau gelegenen Festsaal der Kundsgilde stehen alte Stühle, in denen die Namen der ursprünglichen Stuhlbesitzer eingraviert sind. In jüngerer Zeit wurde die Knudsborg durch moderne Anbauten ergänzt, unter anderem ein gläserner Wintergarten, der als Clubraum für größere Veranstaltungen genutzt werden kann. Zur St. Knudsborg gehört heute ein Schießstand mit einer 50-Meter-Bahn. Auch eine Kegelanlage wurde im Gebäude eingerichtet.
Im vor der Knudsborg liegenden Garten befindet sich ein Quellenteich. Im Januar 1989 wurde die Brunnenanlage der Hillig-Water-Quelle durch den Flensburger Verschönerungsverein wieder hergestellt. In der Knudsborg existiert eine Filteranlage, so dass das Quellwasser Trinkwasserqualität erreicht.

## Versammlungsstätte der Knudsgilde
Noch heute tagen die Knudsgildenbrüder regelmäßig in der St. Knudsborg, die sich weiterhin in deren Besitz befindet. Einmal wöchentlich treffen sich die Gildenbrüder zum Schießen, Karten spielen, zum gemeinsamen Essen mit Diskussionen zu aktuellen Nachrichten und Geschichte. Am „Knudstag“, dem 25. Juni eines jeden Jahres, absolviert die Knudsgilde nicht nur ihren Traditionsmarsch zum Flensburger Rathaus, sie feiert zudem auch in der Knudsborg. Im Mai 2012 versammelte die Gilde sich beispielsweise dort auch zur Ernennung von Prinz Joachim zu Dänemark zum Ehrenbruder.

## Restaurantnutzung
Der Restaurantbetrieb ist Mieter der Gilde, welche mit den Mieteinnahmen den Erhalt des Gebäudes sichert. Der Gastraum steht so auch anderen Gästen zur Verfügung. Das Restaurant bietet außerdem Räumlichkeiten für größere Versammlungen aller Art, beispielsweise für gewerkschaftliche Mitgliedersammlungen, an. Neben dem Verzehr von Mahlzeiten ist es Gästen gegen eine Gebühr auch möglich, die vorhandenen Kegelbahnen der St. Knudsborg zu nutzen.